# Renaissance bergamasque et bressane
La Renaissance bergamasque et bressane est l'une des principales déclinaisons de l'art de la Renaissance en Italie. L'importance des deux villes sur la scène artistique s'est développée à partir du XVIe siècle, lorsque les artistes étrangers et locaux ont fait une synthèse originale des manières lombardes et vénitiennes, grâce à la position géographique particulière des deux villes : le dernier avant-poste de la Sérénissime sur le continent pour Bergame et territoire disputé entre Milan (et ses dirigeants) et Venise pour Brescia. 
Les maîtres de Bergame et de Brescia sont à l'origine d'une « troisième voie » de la haute Renaissance, après celle romano-florentine et celle vénitienne, qui est d'une importance fondamentale car elle est à la base des développements ultérieurs de l'expression révolutionnaire du Caravage, originaire de ces régions. 

## Origines
Bergame et Brescia prennent une importance particulière dans le panorama artistique italien au XVe siècle. Elles peuvent être qualifiées de « satellites » par rapport aux centres dominants tels que Milan et Venise. Par exemple, c'est grâce à Francesco Sforza que Le Filarète travaille à Bergame (dans le Duomo, vers 1455) et même un chef-d'œuvre comme la chapelle Colleoni de Giovanni Antonio Amadeo (1470-1476) est impensable en dehors du contexte des commandes des Sforza, tout comme la cathédrale de Milan et, surtout, la Chartreuse de Pavie, dont Amadeo tire l'idée d'une architecture de la Renaissance recouverte d'un décor exubérant. 
Au début du XVIe siècle, Brescia constitue une « île » par rapport au léonardisme et au bramantisme qui prévalent à Milan, à tel point qu'elle est choisie comme refuge par Vincenzo Foppa, un artiste lombard de la « première génération » de la Renaissance. 
Les étapes fondamentales de la Renaissance locale se sont concentrées dans la deuxième et la troisième décennie du XVIe siècle avec la rencontre entre Romanino et Titien à Padoue en 1511, l'arrivée de Lorenzo Lotto à Bergame en 1513, le transfert de Savoldo à Venise vers 1520 et l'arrivée à Brescia du polyptyque Averoldi par Titien en 1522.

## Lotto à Bergame

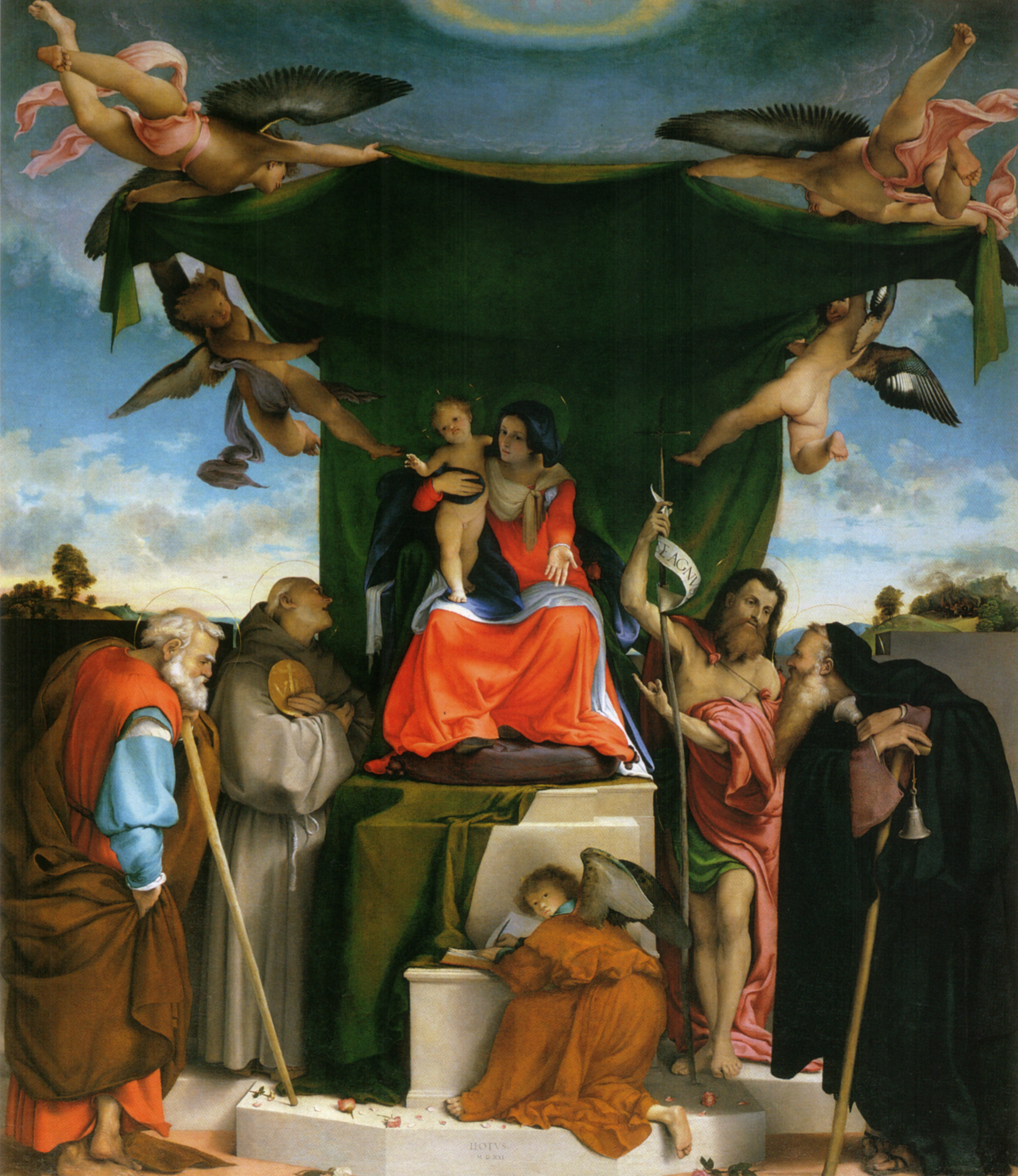
Lotto, Retable de San Bernardino (1521).

Un saut qualitatif a donc eu lieu à Bergame lorsque Giovanni Cariani, né à Bergame mais résidant à Venise à partir de 1517, et surtout, Lorenzo Lotto, s'y installent. Ce dernier arrive en 1513 pour peindre le grand retable Martinengo pour l'église Santo Stefano. L'environnement provincial lui permet de s'exprimer librement, de laisser aller les inclinations de son style personnel, sans avoir à s'adapter aux manières grandiloquentes de la « manière moderne » de la Renaissance romaine, comme il en avait donné des preuves quelque peu maladroites dans les Marches. À Bergame, soutenu par un client éduqué et aisé, il peut rassembler les ferments qui lui conviennent, en s'affranchissant de la langue dominante qui sévit dans les centres culturels les plus importants de la péninsule. Il peut ajouter des idées de Gaudenzio Ferrari, du jeune Corrège, de l'art nordique et du registre lombard locale à ses racines vénitiennes jamais oubliées. 
Déjà le Retable Martinengo (1513-1516) montre quelques innovations osées, comme la disposition du trône de Marie et des saints devant une nef d'église (et non une abside comme le veut la tradition), la coupole ouverte sur le ciel (référence à Mantegna), ainsi que le caractère intense des personnages et la lumière vibrante, qui produisent un effet d'instabilité de la scène. 
Le Retable de San Bernardino (1521) montre une palette très lumineuse, un traitement moderne des ombres et un aperçu vertigineux des anges, ainsi que le sens de la perception de la présence du spectateur par Marie et est notamment remarquable par l'ange au pied du trône, qui interrompt son écriture, se retournant de surprise. 
Outre les cycles de fresques riches en nouveautés iconographiques, comme celui de l'oratoire Suardi à Trescore Balneario, et en plus des portraits intenses et immédiats, c'est surtout l'ambitieux projet des incrustations du chœur de la basilique Santa Maria Maggiore de Bergame qui l'occupe jusqu'à son départ en 1526. Un différend de paiement avec les frères le tint à l'écart de la ville, où il ne revint jamais alors qu'il y avait passé le moment le plus heureux et le plus fructueux de sa carrière.

## La Renaissance à Brescia

### Les débuts
Les toutes premières allusions à un nouveau goût décoratif et compositionnel qui surpassent le gothique international apparaissent, dans le domaine pictural, dans certaines œuvres « abaissées d'en haut » (calata dall'alto) dans la Brescia médiévale du XVe siècle, d'abord et avant tout dans le polyptyque de sainte Ursule d'Antonio Vivarini pour l'église San Pietro à Oliveto. L'œuvre a fortement influencé l'art local. On retrouve par exemple cette influence dans l'évolution artistique de Paolo da Caylina l'Ancien vers des formes plus complexes, comme dans la Vierge à l'Enfant entre les saints Lorenzo et Agostino qui présente précisément les caractéristiques polyptyque de Vivarini. 
Un autre travail proto-Renaissance « imposé d'en haut » à Brescia avec force au XVe siècle est l'Annonciation de Jacopo Bellini réalisée pour l'église Saint-Alexandre, fidèle au style gothique international, mais novateur par rapport à la conception spatiale et l'attitude des personnages. 
D'autres mouvements dans ce sens sont détectables dans des œuvres sporadiques produites par les artistes locaux dans la seconde moitié du siècle, comme le grand tableau de Saint Georges et la Princesse attribuée à Antonio Cicognara ou à un maître similaire, où les styles gothiques aristocratiques importés à Brescia par Gentile da Fabriano dans la chapelle San Giorgio al Broletto, aujourd'hui perdu, évolue vers de nouveaux dosages spatiaux et lumineux, propres à la Renaissance.

### Vincenzo Foppa

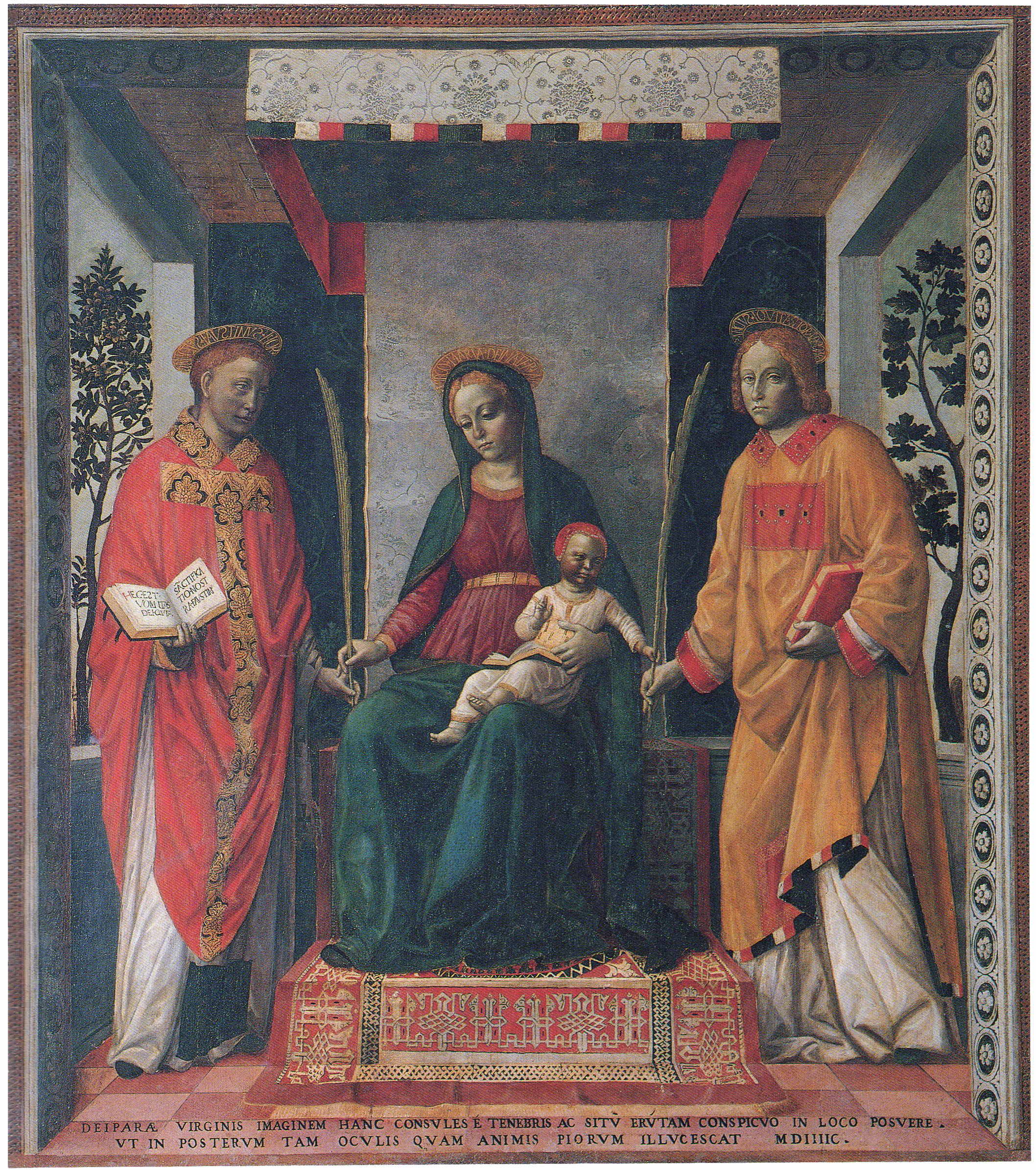
Vincenzo Foppa, Retable du commerce, début du XVIe siècle.

Le premier véritable artiste de la Renaissance à Brescia, tout en demeurant dans un contexte lombard, est Vincenzo Foppa, qui ne travailla en permanence dans la ville qu'après s'y être définitivement installé en 1489, jusqu'à sa mort qui survint vers 1515. 
Les œuvres créées dans cette courte période, qui ne nous sont pas toutes parvenues, témoignent d'une refonte générale de son langage artistique à la lumière des innovations de plus en plus prégnantes de la Renaissance, inspirées tout d'abord de l'exemple de Léonard de Vinci, tout en restant fidèle à son climat « archaïque » caractéristique On retrouve dans le Retable du commerce, sa volonté d'absolu linéaire et lumineux. La réalité anxieuse mais raréfiée qui en résulte, constituera une leçon capitale pour Moretto. Le polyptyque dont est issue la Nativité de Jésus de la cathédrale, qui date probablement de la même époque, est exécuté précisément dans cet esprit de perfectionnement. Dans la Bannière d'Orzinuovi, dernière œuvre peinte par Foppa à presque 90 ans, l'humanité et la nature se définissent dans un langage sévère et monumental, tandis que les différents personnages sont chargés d'une intensité expressive imprégnée de physicalisme : ce véritable « testament pictural » constitue également un solide point de départ pour Moretto et une référence claire pour Savoldo, déjà actif à l'époque. 
Il convient de noter qu'à son retour à Brescia, Foppa a obtenu, à titre de reconnaissance suprême du Conseil général de la ville, l'attribution d'un cours d'art régulier pour éduquer les jeunes de la cité, pour un salaire annuel de 100 lires.

### La «génération intermédiaire»
Vincenzo Foppa et Moretto sont les deux pierres angulaires de la peinture de la Renaissance à Brescia, le dernier finissant par devenir le principal représentant de l'école locale. Cependant, pour bien comprendre le développement de l'art de la Renaissance bressane, il n'est pas possible d'ignorer ce que l'on définit habituellement comme la « génération intermédiaire », c'est-à-dire les peintres qui ont travaillé entre la fin du XVe siècle et les trente premières années du XVIe siècle (exactement entre la mort de Foppa et la maturité de Moretto), produisant une série d'œuvres de haute valeur artistique dans une culture locale principalement influencée par Foppa. Ce climat ne sera pas étranger à la formation et au succès ultérieur des grands maîtres. 

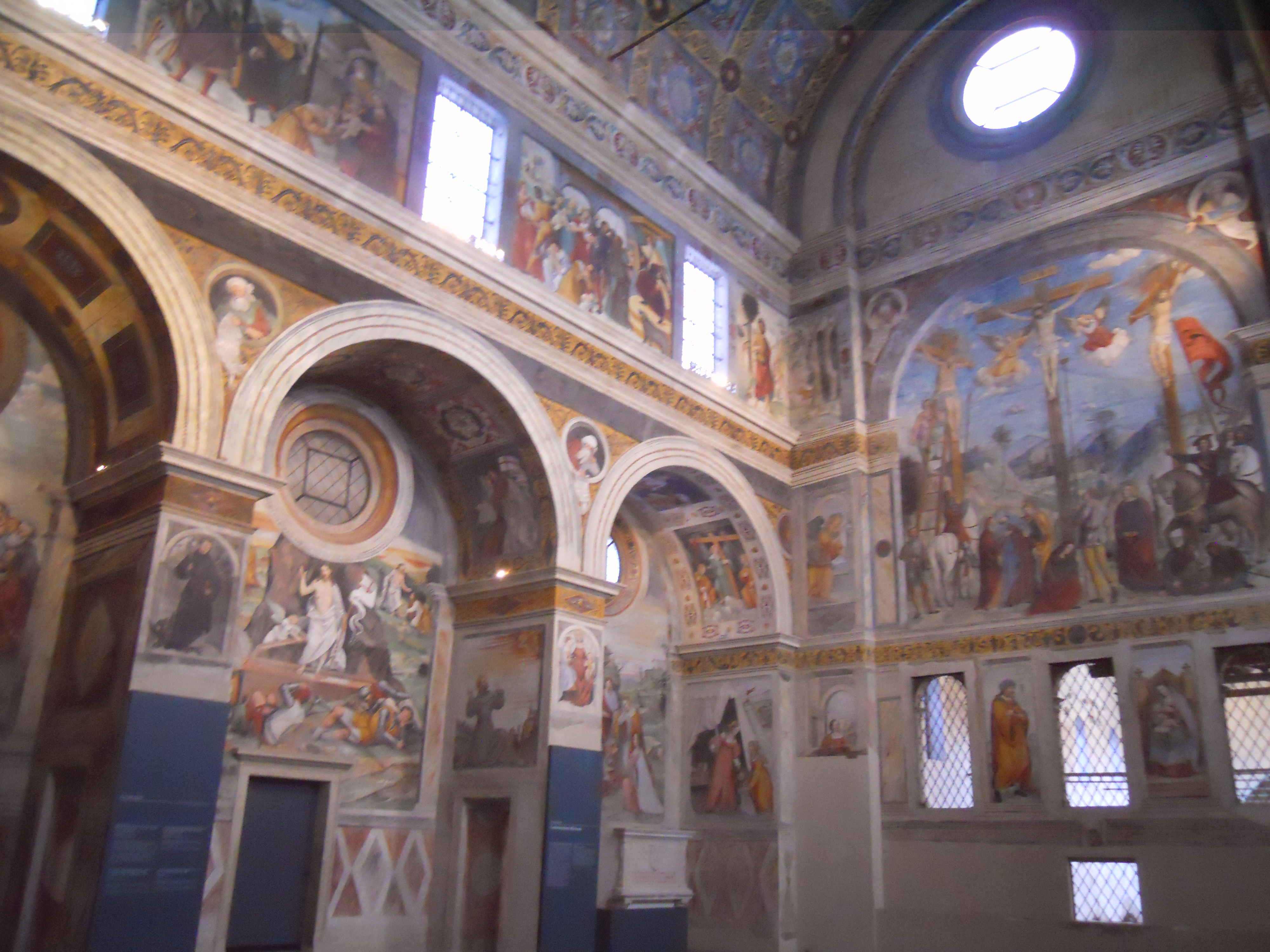
Le chœur des religieuses du monastère de Santa Giulia à Brescia, avec les fresques de Paolo da Caylina le Jeune (registre inférieur) et Floriano Ferramola (registre supérieur), 1527 et suiv.

#### Floriano Ferramola
Floriano Ferramola (vers 1480-1528) a été formé à la fin du XVe siècle à Brescia, nourri par les œuvres de Foppa et de ses collaborateurs, dont celles de Vincenzo Civerchio, qui engendrèrent une vaste production principalement dans la deuxième et troisième décennie du XVIe siècle. Plus influencé par les mouvements locaux que par l'art élaboré de Foppa, son style est lié à la peinture ombrienne-émilienne qui a pénétré la Lombardie orientale à travers Le Pérugin et Lorenzo Costa. Ferramola s'exprime toujours dans ses œuvres avec des tons simples, mais en demeurant un narrateur romanesque et efficace. 
C'est l'art de Ferramola qui a attiré de nombreux mécènes civils et religieux de Brescia au début du XVIe siècle : ses célèbres Histoires de saints ont rencontré un grand succès dans divers monastères de la ville et du territoire, par exemple au monastère Santa Giulia, San Giuseppe, Santa Croce, Santa Maria del Carmine (en collaboration avec Civerchio), puis à nouveau à Lovere, Bedizzole, Nave, Bovezzo et Quinzano d'Oglio, créant une véritable école et influençant presque tous les peintres de la province. La plupart des fresques du début du XVIe siècle qui nous sont parvenues des églises de toute la région de Brescia pourraient être placées côte à côte tant elles ont les mêmes caractéristiques. De nombreuses interventions ont touché les palais de la noblesse, en particulier dans la ville : le cycle de la salle d'honneur du Palazzo Calini, maintenant dispersé entre le Victoria and Albert Museum, la National Gallery et la Pinacothèque Tosio Martinengo, présente l'une des plus belles productions de la peinture profane lombarde du début du XVIe siècle. 
La sérénité narrative dont Ferramola devint un maître, ainsi que sa langue cursive, ses dosages chromatiques, la délicatesse de ses représentations de la nature, des paysages, de l'environnement et des costumes, ont eu une influence importante sur Moretto qui atteint sa maturité artistique précisément au moment où Ferramola produit ses œuvres les plus importantes (1520-30). 

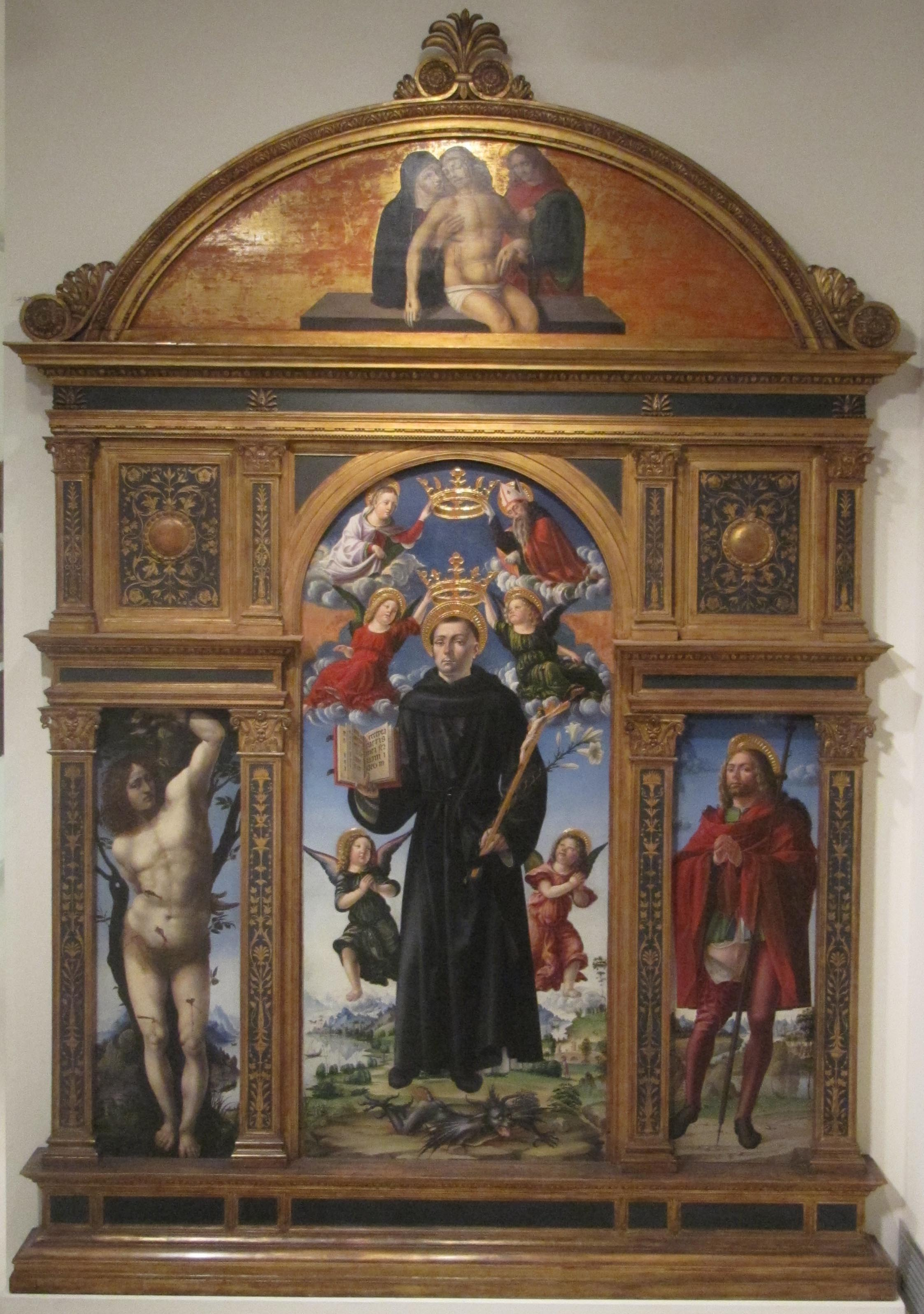
Vincenzo Civerchio et aides, Polyptyque de San Nicola da Tolentino, 1495.

#### Vincenzo Civerchio
Originaire de Crema, Vincenzo Civerchio (1468/1470-1544) travaille principalement à Brescia dans les dernières années du XVe siècle. Pendant cette période, il produit un nombre important d'œuvres, certaines perdues, comme les fresques du chœur de l'ancienne cathédrale, et d'autres qui nous sont parvenues, comme La Déposition dans l'église Sant'Alessandro et une partie d'un cycle décoratif dans la chapelle de la Vierge de l'église déjà mentionnée de Santa Maria del Carmine, construite en collaboration avec Ferramola. 
Le Polyptyque de San Nicola da Tolentino pour l'église San Barnaba, est une des premières œuvres du peintre, signée et datée de 1495, œuvre de grande valeur dans laquelle Civerchio révèle une vaste culture composite inspirée par Ambrogio Borgognone et Bernardino Butinone, liée à une technique picturale efficace et à un réalisme expressif des personnages.

#### Paolo da Caylina le Jeune
Paolo da Caylina le Jeune (environ 1485-1545) a également été formé à la proto-Renaissance bresciane de Foppa et Civerchio, évoluant ensuite sur les traces de Ferramola, avec qui il a souvent collaboré jusqu'à ce qu'il soit appelé au monastère Santa Giulia pour terminer les fresques du chœur des moniales. 
À l'instar de Civerchio, Caylina connut également un grand succès auprès des mécènes de l'époque, créant autour de lui une école de peinture. Sa production a été fortement influencée par les grands maîtres locaux, en particulier Moretto et Romanino qui lui sont pratiquement contemporains. Déjà dans les œuvres du début du siècle, par exemple dans l'Adoration de la Croix avec les saints Constantin, Hélène et Silvestre pour l'église Santa Croce, on peut trouver les schémas de composition et les attitudes expressives de ses maîtres, en particulier de Moretto. Ils se répéteront dans ses premières productions, puis celles-ci évolueront vers des modèles plus matures,. 
On retrouve également des caractères transitoires évidents dans les deux tableaux de la Nativité et de l'Adoration des mages dans le Polyptyque de la Madonna della Misericordia de l'église Sant'Agata (vers 1520), où les formes typiquement du XVe siècle se combinent avec une large et profonde spatialité, une douceur des mélanges et une richesse chromatique aux tons chauds et lumineux empruntés aux premières productions de Romanino et Moretto, ainsi que de nouvelles influences vénitiennes apportées à l'art local par ces artistes.

### Les maîtres de la haute Renaissance

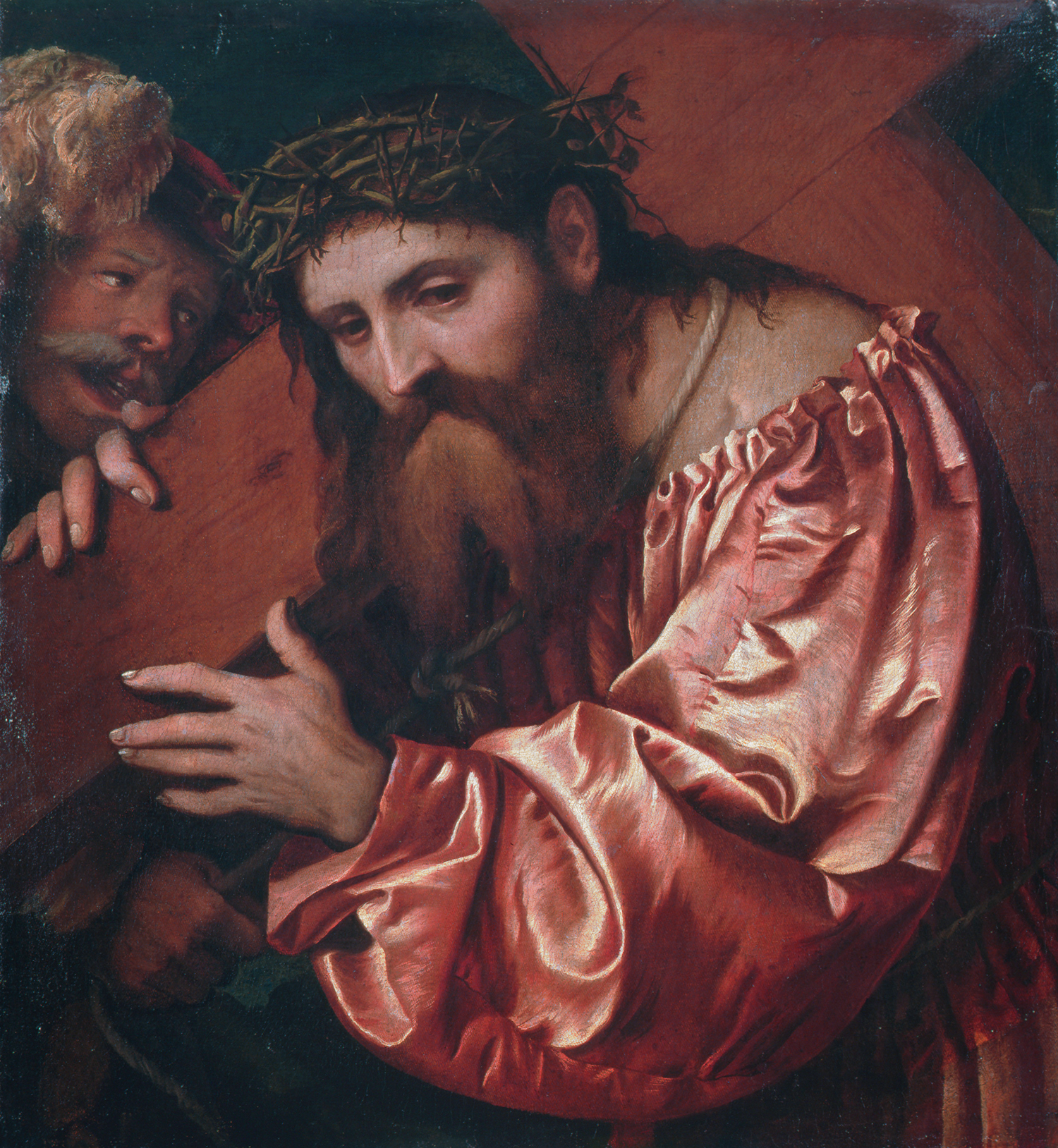
Romanino, le Le Christ portant sa croix, vers 1540-1550.

Le désastreux sac de Brescia en 1512 met la ville à genoux. La Sérénissime intervient encore plus drastiquement, pratiquant la soi-disant « esplanade », c'est-à-dire la destruction de tout bâtiment à moins d'un kilomètre et demi des murs de la ville, afin d'éliminer tout abri ou cachette pour les assaillants. Les biens immobiliers perdus sont innombrables et des monastères voient leur site d'origine détruit. Ils sont forcés de s'installer dans la ville, construisant de nouvelles églises et monastères à l'intérieur des murs. 
Aux dommages économiques auxquels s'ajoutent les reconstructions onéreuses à effectuer après le saccage, la république de Venise répond en offrant des réductions et parfois des exonérations d'impôts, afin de permettre la restauration et la reconstruction des églises, couvents et monastères saccagés ou complètement détruits par l'« esplanade ». C'est à cette époque qu’apparaît une commande artistique vivante qui favorise l'émergence de personnalités locales. À partir de 1520 environ (« l'esplanade » fut construite entre 1516 et 1517), un groupe de peintres presque du même âge s'affirme, qui fusionnent les racines culturelles lombardes et vénitiennes, obtiennent des résultats d'une grande originalité artistique : Romanino, Moretto et Savoldo. 
Par une coïncidence providentielle, le Polyptyque Averoldi du Titien arrive en 1522 à Brescia, destiné au presbytère de la collégiale des Saints-Nazaire-et-Celse. Il connait un succès immédiat de la part des artistes locaux et constitue un point de référence pour toute une série de nouvelles œuvres d'art. 

#### Romanino
Gerolamo Romani, dit Romanino, fait ses débuts vers 1510 avec une Lamentation qui est aujourd'hui aux Galeries de l'Académie de Venise, où il ajoute à une base de réalisme lombard, des références d'autres écoles, comme celle de Ferrare. À Padoue, il découvre les fresques de Titien dans la Scuola del Santo, d'où il prend un sens plus accentué pour la couleur soutenue et le dynamisme de la composition. Le Retable de sainte Justine (Musées civiques de Padoue, 1513) est un premier hommage au maître vénitien dans lequel émergent également des marques de sa formation lombarde, comme l'architecture bramantesque de la voûte qui domine et encadre les personnages. 
De retour dans son pays natal vers 1517, Romanino propose de nouveau un schéma similaire dans la Vierge à l'Enfant avec les Saints pour l'église locale de San Francesco, dans laquelle se trouvent déjà les caractères physiques qui caractériseront sa production ultérieure. Sans trop s'éloigner de Brescia, il participe les années suivantes à divers chantiers, comme celui de la cathédrale de Crémone (Passion du Christ, vers 1520), où il croise les chemins grandiloquents de Le Pordenone, et dans les petites villes des vallées de Brescia (Breno, Bienno, Pisogne), dans lequel il laisse des tableaux et des fresques aux accents intéressants, montrant la réalité quotidienne, fortement présente dans les gestes, les costumes et les expressions. 
En 1521, la coopération avec Moretto, dans la chapelle du Sacrement de l'église San Giovanni Evangelista, confirme la présence dans la ville d'une véritable école. Le grand succès de Moretto incite Romanino à se concentrer avant tout sur la province, plus réceptive à son style naturaliste. Il s'autorise aussi des digressions raffinées comme les fresques du château du Bon-Conseil à Trente après 1530, aux côtés de Dosso Dossi.

#### Moretto

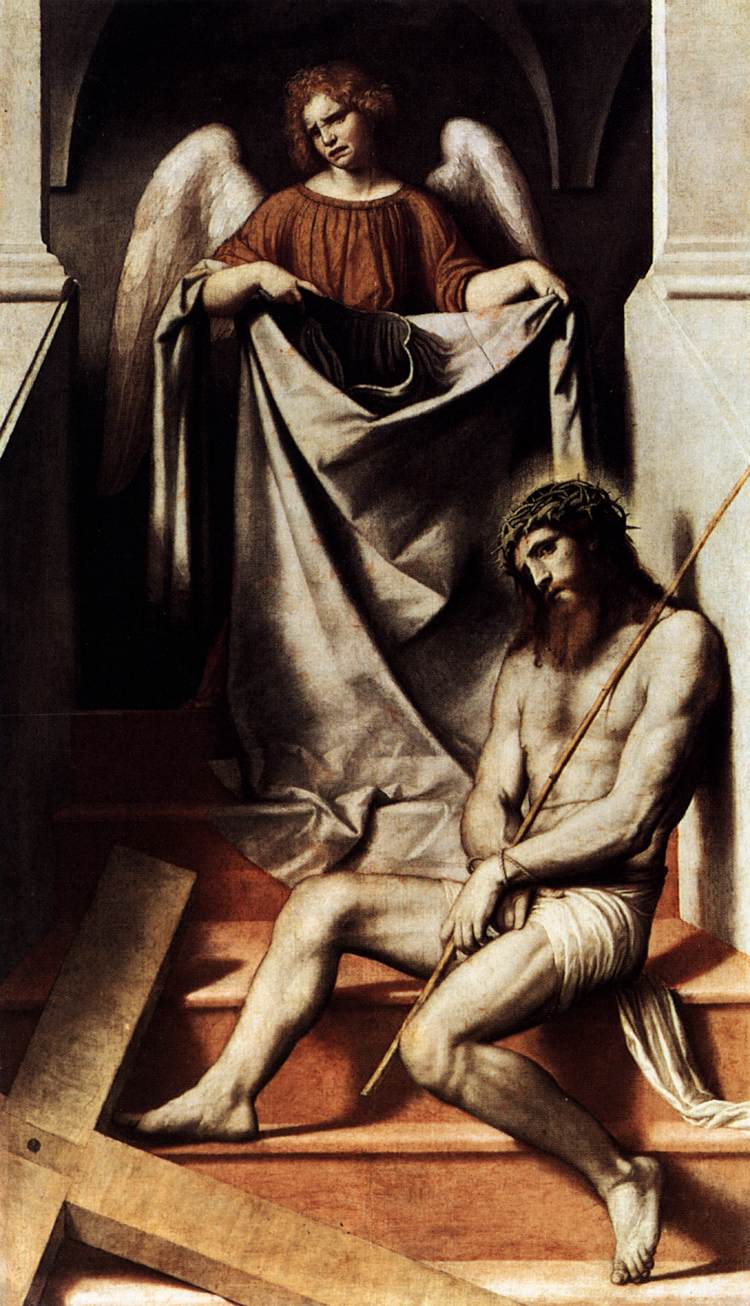
Moretto, Le Christ et l'Ange (vers 1550).

Alessandro Bonvicino, dit Moretto, a principalement travaillé à Brescia, ce qui explique pourquoi son style est plus ancré dans la tradition locale, avec une influence décisive de Vincenzo Foppa. Il travaille souvent pour des églises locales et des clients privés, devenant le peintre le plus recherché de la ville. Élie et l'Ange dans la chapelle du Sacrement à San Giovanni (1521-1523) se distingue parmi ses premières œuvres. 
Dans les années suivantes, il subit l'influence du Titien à la suite de l'arrivée du Polyptyque Averoldi en 1522, et de Raphaël qu'il découvre dans les estampes de Marcantonio Raimondi et qui lui font percevoir des voies plus douces et plus composées. Ce n'est pas un hasard si des œuvres telles que le Sainte Justine de Padoue et un donateur (environ 1530) ont été dans le passé attribuées à Sanzio. 
Portraitiste vivant, loué par Vasari, ses œuvres font écho à celles de Lorenzo Lotto et Hans Holbein le Jeune. À partir des années 1540, il devient l'un des interprètes les plus appréciés par les instances de la contre-réforme avec des retables souvent consacrés au thème du sacrifice eucharistique, comme Le Christ et l'Ange (1550-1554), un chef-d'œuvre tardif exécuté dans une palette sourde, aux sentiments pathétiques et à la fluidité de la perspective, avec la figure du Christ sagement articulée.

#### Savoldo

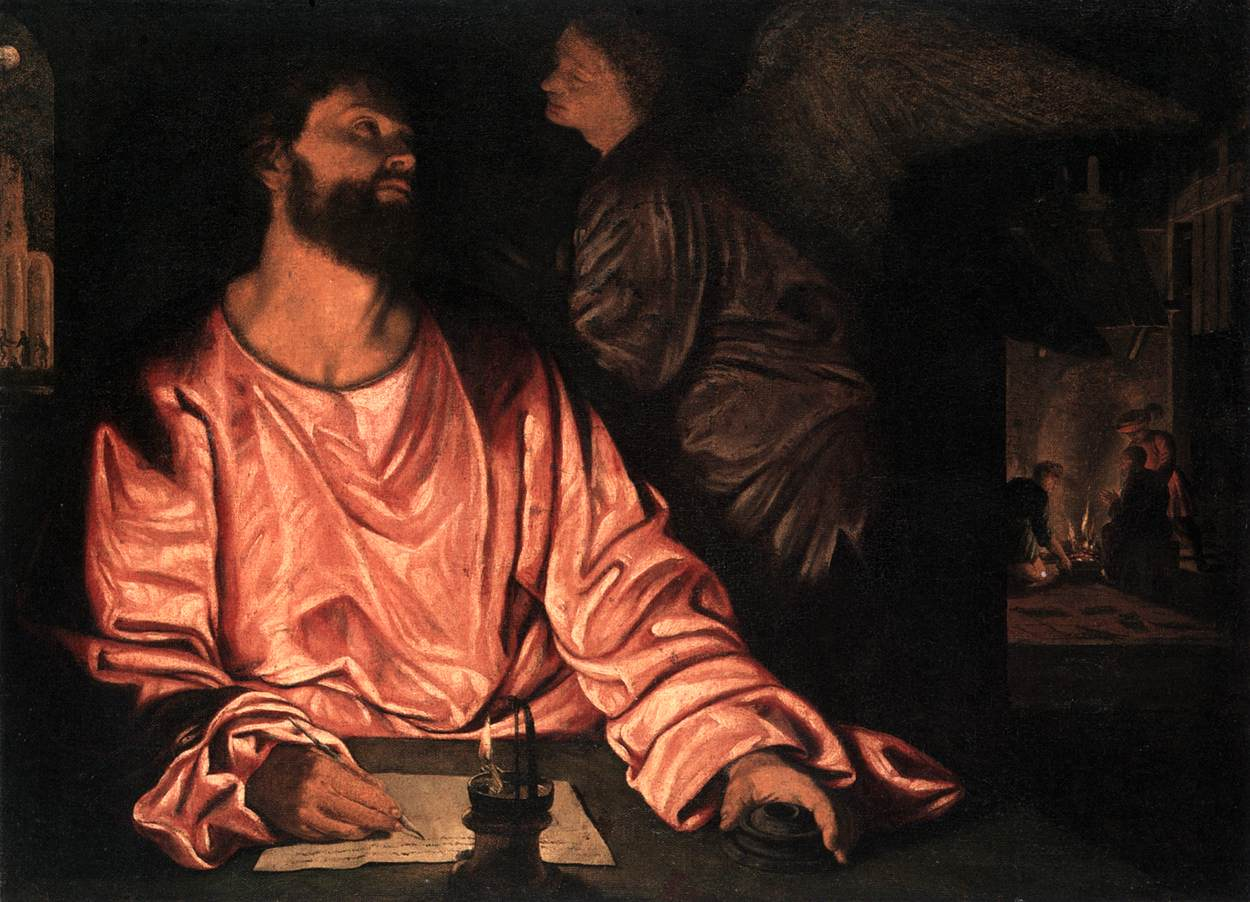
Savoldo, Saint Matthieu et l'Ange, vers 1530-1535.

Giovanni Gerolamo Savoldo est le troisième maître de Brescia dont la production s'effectue entièrement sur deux décennies, d'environ 1520 à 1540. Ses premières œuvres ne sont pas connues et rend difficile la reconstitution de sa formation. On sait qu'il était à Parme en 1506 et en 1508 à Florence, lorsque la ville était en ébullition en raison de la présence des nouveautés extraordinaires de Léonard de Vinci, Michel-Ange et Raphaël. En 1520, il s'installe à Venise où il découvre les effets de la couleur soutenue de Titien et les atmosphères contemplatives de Giorgione, tout en restant toujours fidèle à sa matrice naturaliste lombarde. 
Ses œuvres à la lumière puissante sont particulièrement célèbres, comme la série de Madeleine (vers 1540), ou le Saint Matthieu et l'Ange du Metropolitan Museum of Art (1534). Ce dernier tableau montre un décor nocturne avec une source de lumière à l'intérieur du tableau (la bougie au premier plan) et des effets de clair-obscur très suggestifs qui annoncent le caravagisme. 
Parmi les nombreux portraits, se détache le Portrait d'homme en armure du musée du Louvre (vers 1529), où le sujet est représenté en raccourci et réfléchi par deux miroirs, véritable « tour de force » pictural. Si l'artiste montre qu'il adhère aux schémas traditionnels et est ouvert aux influences du Titien dans les retables de grand format, les œuvres de taille moyenne destinées aux particuliers apparaissent plus originales et intéressantes. Il y expérimente des solutions plus novatrices en puisant dans un vaste répertoire qui atteint même celui de Jérôme Bosch.

### La sculpture de la Renaissance à Brescia

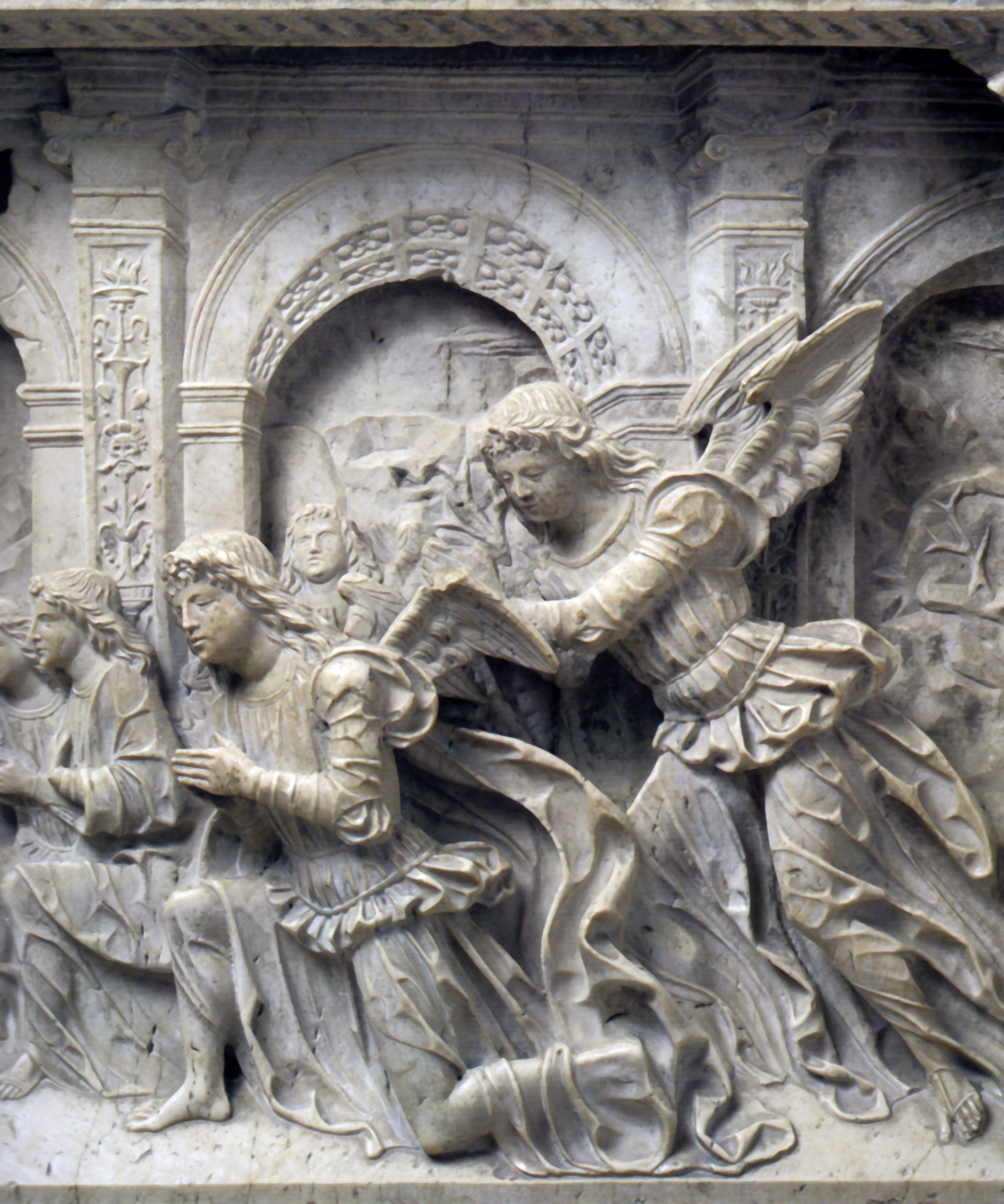
Gasparo Cairano, Adoration de Caprioli, (détail, 1495-1500).

La sculpture de la Renaissance se développe à Brescia à partir des années 1460 dans le contexte de la culture de la Renaissance vénitienne pour atteindre son apogée entre la fin du siècle et le début du suivant, période au cours de des œuvres absolument originales sont produites dans des chantiers publics et privés, allant de la matrice sculpturale raffinée et expérimentale de l'église Santa Maria dei Miracoli au classicisme du Palais de la Loggia. 
Le protagoniste de cette parabole chanceuse mais brève, étouffée en 1512 avec l'invasion française et le sac de Brescia, est Gasparo Cairano, reconnu comme l'auteur d'œuvres de grande valeur artistique telles que l'Arc de Sant'Appooni, l'Adoration Caprioli, le mausolée Martinengo et surtout, le cycle Cesari pour les façades du Palais de la Loggia, déjà encensé en 1504 dans De sculptura de Pomponio Gaurico. Les contemporains du Cairano sont d'autres artistes plus ou moins bressans, souvent présents dans la cité pendant de courts moments de leur carrière, comme Antonio della Porta et l'atelier Sanmicheli, ainsi que d'autres artistes mineurs qui peuvent être placés dans le cercle du maître, comme Antonio Mangiacavalli et Ambrogio Mazzola, alors que la galaxie des sculpteurs de style vénitien actifs dans la ville pendant toute la seconde moitié du XVe siècle reste encore largement anonyme.

## Giovanni Battista Moroni, entre Bergame et Brescia

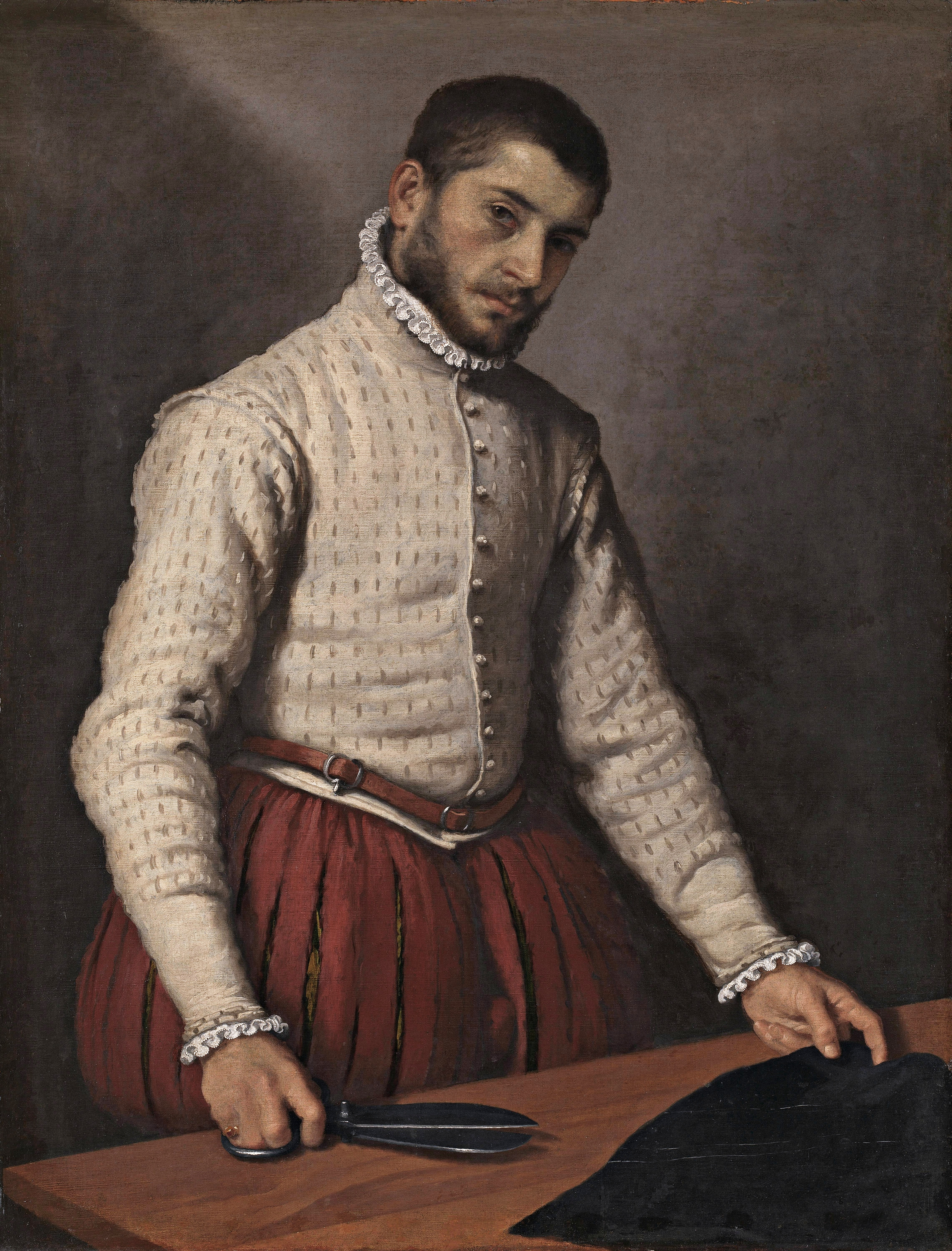
Moroni, Portrait d'un tailleur (vers 1570-1575).

Dans la seconde moitié du siècle, la figure de Giovanni Battista Moroni se démarque dans la région de Bergame et Brescia. Originaire de Bergame, il s'est formé à Brescia avec Moretto avant de retourner dans sa ville natale. Il est l'auteur de retables fidèles aux principes de la Contre-Réforme, mais excelle surtout en tant que portraitiste capable de créer des œuvres à forte connotation psychologique, traitées avec une excellente technique.

## Source de traduction
- (it) Cet article est partiellement ou en totalité issu de l’article de Wikipédia en italien intitulé « Rinascimento bergamasco e bresciano » (voir la liste des auteurs).